# Cimetière des défenseurs de Lviv
Le cimetière des défenseurs de Lwów (polonais : Cmentarz Obrońców Lwowa, Cmentarz Orląt, Cimetière des Aiglons) est un mémorial et un lieu de sépulture pour les Polonais et leurs alliés morts à Lviv pendant les hostilités de la guerre polono-ukrainienne et de la guerre soviéto-polonaise entre 1918 et 1920.
Le complexe fait partie du cimetière historique de Lytchakiv. Il y a environ 3000 tombes dans cette partie du cimetière dont certaines des jeunes volontaires de la milice les « aiglons de Lwów ». C'était l'une des nécropoles les plus célèbres de la Pologne de l'entre-deux-guerres.
Le cimetière a été négligé après la Seconde Guerre mondiale par la République socialiste soviétique d'Ukraine, et même été endommagé avec un bulldozer. Depuis la chute du communisme, le cimetière a connu des travaux de reconstruction et de rénovation constants et continue d'être l'une des principales attractions touristiques de Lviv.

## Deuxième République polonaise

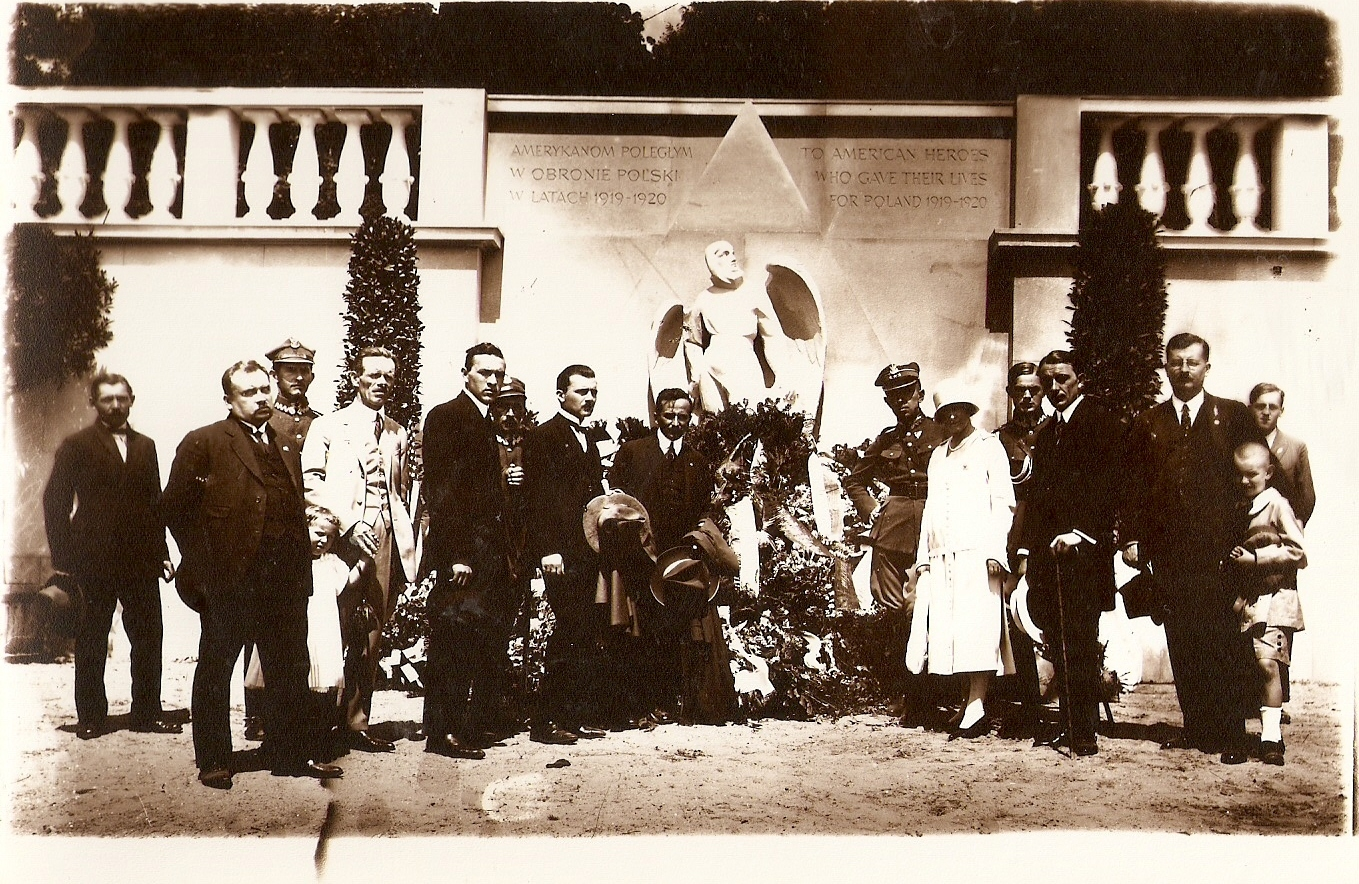
Monument aux aviateurs américains.

En 1918-1919, les Polonais et les Ukrainiens se sont disputé le territoire de la Galice orientale, qui comprenait Lviv. Les combats se solde par la victoire de la Pologne sur la République populaire d'Ukraine occidentale. Un an plus tard, une autre guerre, entre la Pologne et la République socialiste fédérative soviétique de Russie, éclate autour de la ville. Pendant l'entre-deux-guerres, la ville reste dans le giron polonais et fait partie intégrante de la Pologne. Les autorités polonaises décident de construire un mémorial pour les Polonais et leurs alliés morts lors des hostilités de 1918-1920 dans cette région.

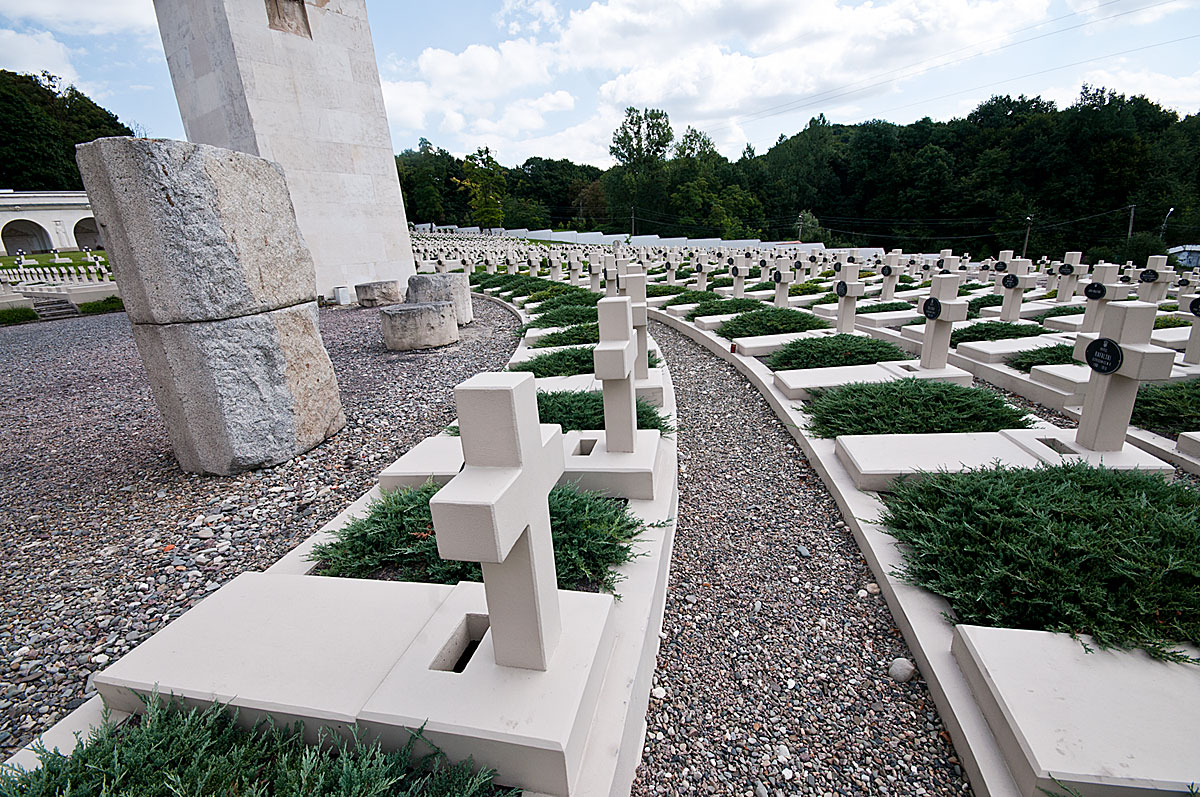
Cimetière des défenseurs de Lviv en 2011.

Le complexe de la nécropole a été conçu par Rudolf Indruch, un étudiant en architecture de l'École polytechnique de Lwów dont le projet a remporté le concours. L'élément le plus visible est une chapelle en forme de dôme qui surplombe les tombes. Les restes exhumés des 72 combattants ont été déposés dans des catacombes situées entre la chapelle et les tombes. En plus des combattants polonais, cette partie du cimetière possède également des tombes et des monuments dédiés aux Américains (pilotes de l'escadron Kościuszko) et aux soldats français qui ont combattu du côté polonais, deux monuments sont dédiés à ces alliés étrangers. L'inscription Mortui sunt ut liberi vivamus (« Ils sont morts pour que nous puissions vivre libres ») est gravée sur un monument à colonnade semi-circulaire. Un arc de triomphe est flanqué de deux lions de pierre. La nécropole n'a jamais été terminée ; sa construction s'est poursuivie jusqu'au déclenchement de la Seconde Guerre mondiale. Sur près de 3 000 tombes, 300 étaient dédiées aux aiglons, terme désignant les jeunes défenseurs polonais de la ville de 1918. En 1925, les cendres de l'un des défenseurs inconnus de Lviv ont été transférées au Tombeau du soldat inconnu à Varsovie.

### Monument aux soldats français

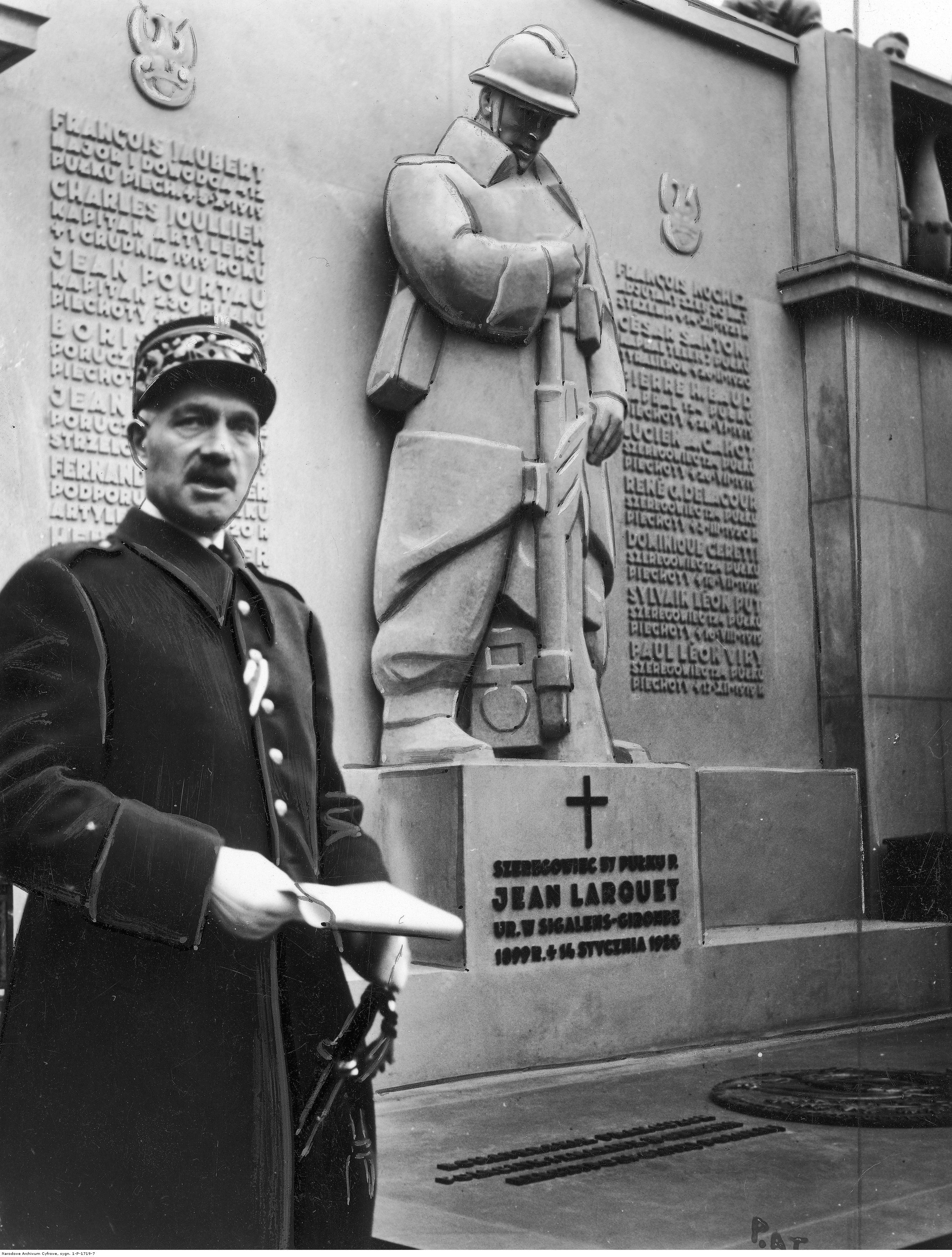
Cérémonie de dévoilement du monument en l'honneur des officiers et soldats français tués dans la défense de Lviv en 1919-1920 en présence du général Félix Musse.

Un monument aux soldats français se trouve à l'aile droite des catacombes. La cérémonie d’inauguration du monument a eu lieu le 26 mai 1938 en présence du maréchal Edward Rydz-Śmigły et de l’attaché militaire français le général Félix Musse,.

## Dévastation et séquelles de la guerre
Après l'invasion soviétique de la Pologne et les événements de la Seconde Guerre mondiale, la ville est devenue partie intégrante de la République socialiste soviétique d'Ukraine, et les monuments historiques polonais situés au cimetière ont été dévastés ou au mieux négligés. Les lions de pierre, la colonnade, les monuments aux troupes étrangères ont été détruits. Jusqu'en 1971, de nombreuses sculptures ont été détruites. Le cimetière des aiglons de Lviv a été complètement détruit et transformé en dépôt de camions. Les Soviétiques ont même tenté de détruire l'arc de triomphe avec des chars. Dans les années 1970, la majorité des tombes ont été rasées avec des bulldozers.

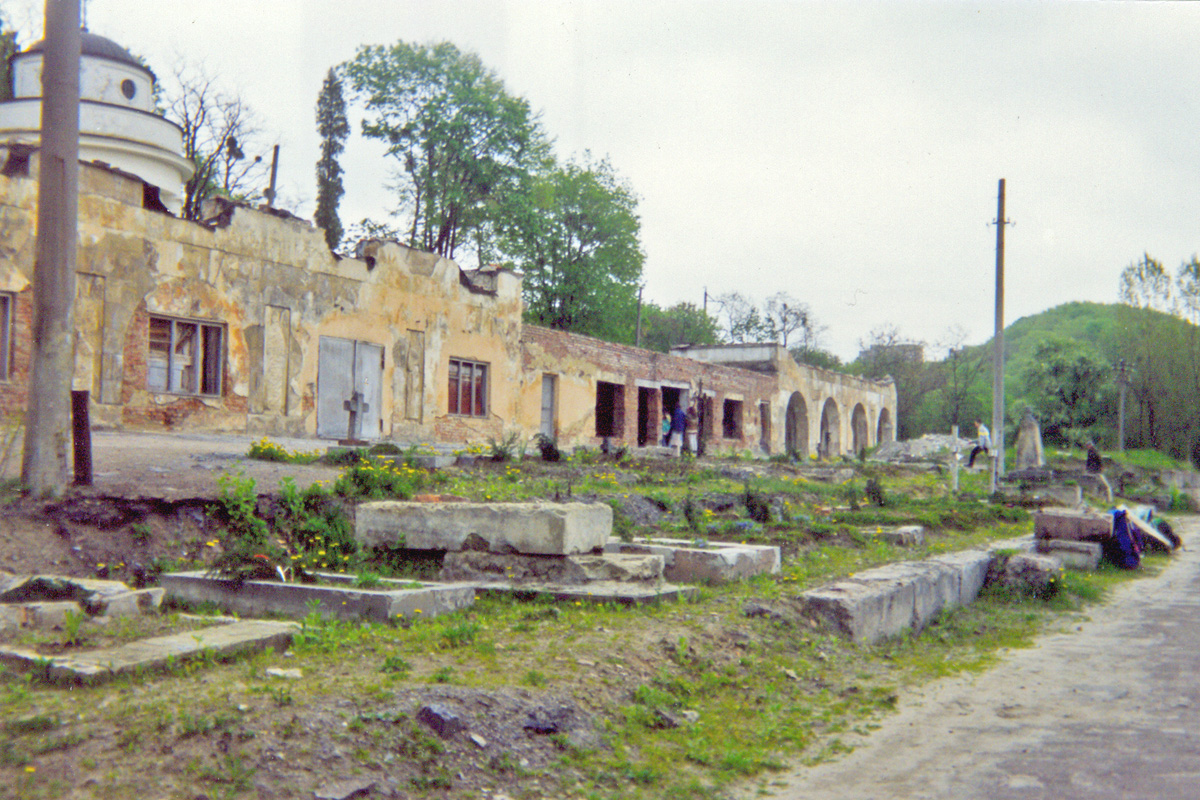
Cimetière des défenseurs de Lviven 1997, après des décennies de négligence et de destructions.

La section des Aiglons de Lviv mis plusieurs décennies avant d'être rouverte, car le fait que de nombreuses personnes enterrées là-bas se soient battues du côté polonais contre les Ukrainiens pendant la guerre polono-ukrainienne suscitait une certaine controverse,. La question a refait surface plusieurs fois dans les relations polono-ukrainiennes. Finalement, en 1989, les travaux de reconstruction ont commencé, avec le soutien de la diaspora polonaise locale et de travailleurs polonais travaillant temporairement à Lviv. Le cimetière des défenseurs de Lviv a été rouvert le 24 juin 2005 lorsque le conseil municipal de Lviv, qui avait initialement résisté à l'ouverture, a finalement changé d'avis, après le soutien polonais à la révolution orange ukrainienne (2004),. Le président polonais Aleksander Kwaśniewski et le président ukrainien Viktor Iouchtchenko, ont assisté à la cérémonie d'ouverture et sont convenus de la reconstruction et l'ouverture officielle ce qui représentait alors une amélioration majeure des relations polono-ukrainiennes.

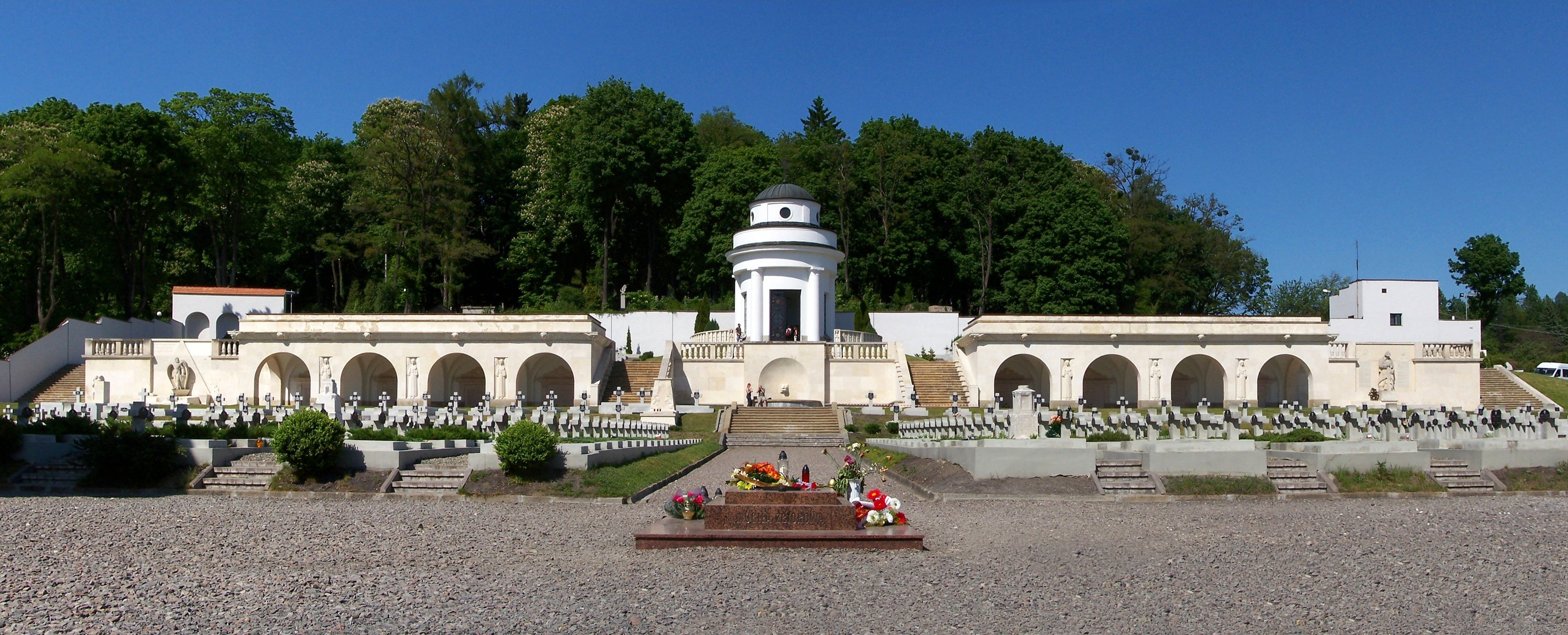
Cimetière des défenseurs de Lviv en 2002, après restauration.

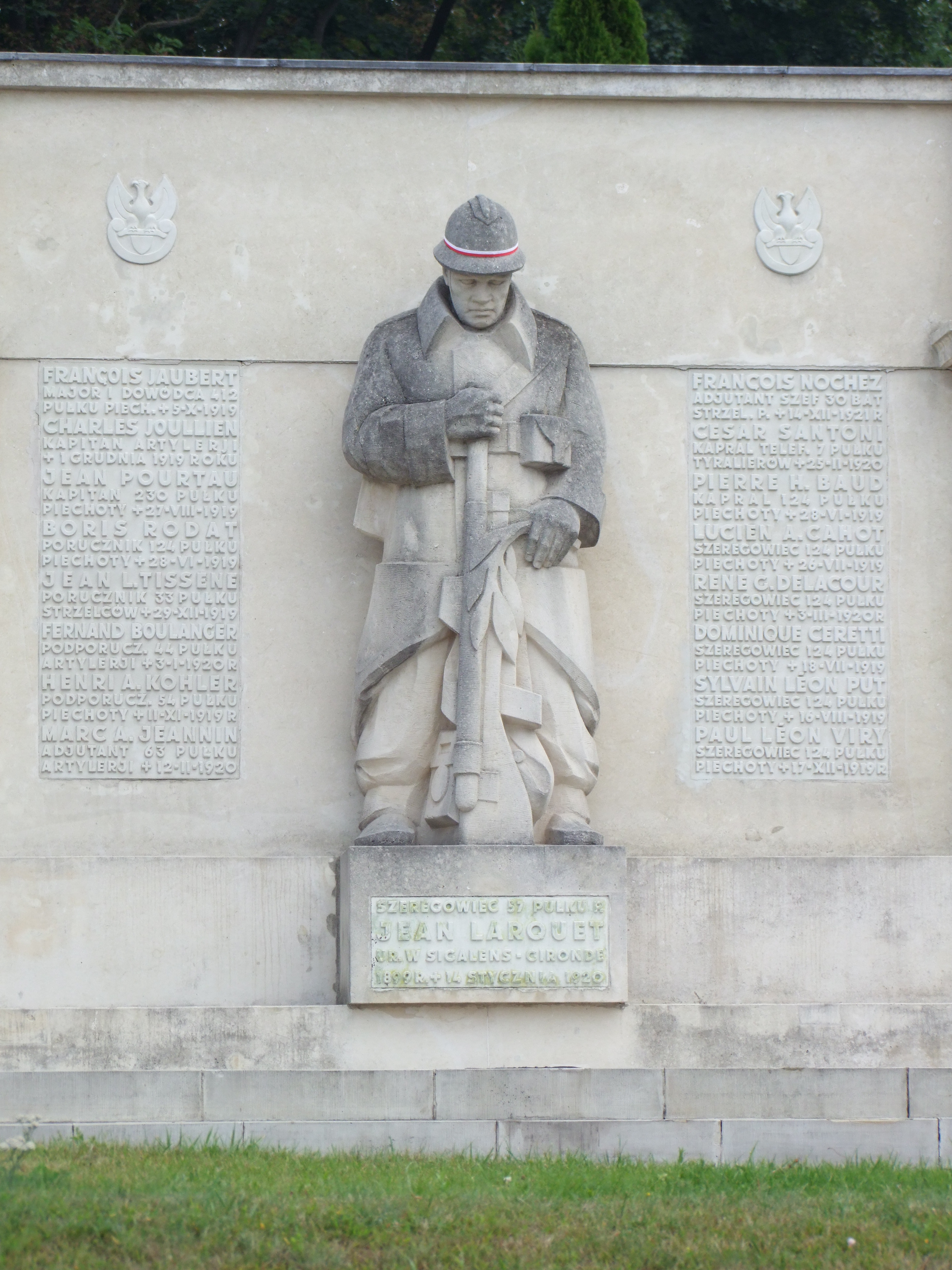
Monument aux morts portant le nom de soldats français ayant combattu aux côtés des Polonais.

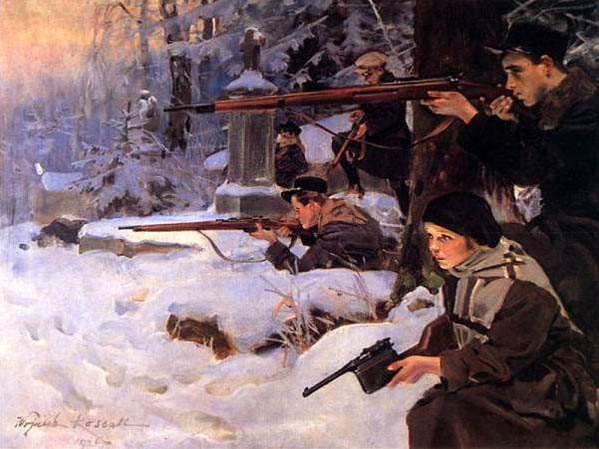
Les aiglons de Lwów - défense du cimetière, peinture de Wojciech Kossak 1926.